# Clearco de Heraclea
Clearco de Heraclea (en griego antiguo Kλέαρχoς) fue un político griego del siglo IV a. C., que ejerció la tiranía sobre su ciudad natal de Heraclea Póntica del 365 a 353 a. C., y fue asesinado por su compatriota Quión.
Su historia se encuentra sobre todo en Justino, en Memnón de Heraclea Póntica, y en la noticia de la Suda. La historia de su asesino fue objeto en época romana de una novela epistolar, las Cartas de Quión de Heraclea.
Nacido hacia 410 a. C., residió en su juventud en Atenas, y fue alumno de Isócrates durante cuatro años, y luego de Platón. La oligarquía de su ciudad, que lo había primeramente exiliado, lo recordó por combatir una sedición popular. Según el historiador Marco Juniano Justino, se había entendido con Mitrídates II de Cío para liberar su ciudad y gobernarla por su cuenta, pero lo hizo prisionero y no lo liberó. Una vez en el poder, se volvió contra la oligarquía e instauró una tiranía apoyada por el pueblo. Las fuentes lo acusan de haber gobernado con una extrema crueldad al punto de levantar la indignación en todo el mundo griego. Habría exigido hacerse venerar como un dios y apodó a un de sus hijos «Ceraunos» como si fuera el propio Zeus. Memnón de Heraclea lo acusa también de extravagancia en el atuendo y el maquillaje, pero le reconoce también como el primer tirano letrado y filósofo. Clearco decidió enrolar a todos los ciudadanos de Heraclea, de más de 16 años, con el fin de conquistar la ciudad de Ástaco. La realidad fue otra, metió a sus nuevos soldados en el pantano, en donde el agua estaba podrida y donde el aire era irrespirable, con orden de vigilar todos los movimientos enemigos mientras que él estaba fácilmente instalado con el resto de su ejército compuesto de extranjeros comprados, en las alturas sombreadas. Prolongó largamente la estancia de sus soldados en el pantano, hasta que el calor y las exhalaciones dieron cuenta de ellos. De regreso a Heraclea, atribuyó este desastre a la peste. Después de doce años de gobierno, fue asesinado durante un sacrificio por, entre otros, los platonistas Quión, León y Antiteos, llegados de Atenas, donde habían sido discípulos de Platón. Los participantes en la conspiración fueron casi todos muertos en el campo o torturados. Timoteo y Dionisio, los hijos de Clearco eran demasiado jóvenes, y la sucesión correspondió a su hermano Satiro, que habría sobrepasado a Clearco en crueldad.